# Brett White

a Compétitions nationales et continentales officielles uniquement.

b Matchs officiels uniquement.
Brett White, né le 8 avril 1982 à Jindabyne, est un joueur de rugby à XIII australien évoluant au poste de pilier dans les années 2000. Il a effectué toute sa carrière professionnelle au Melbourne Storm à partir de 2005. Titulaire en club, il a pris part au City vs Country Origin du côté de Country ainsi qu'au State of Origin avec les New South Wales Blues. Enfin, il est sélectionné en équipe d'Australie pour le Tournoi des Quatre Nations 2009 en Angleterre et en France.